# Mnais icteroptera
Mnais icteroptera là loài chuồn chuồn trong họ Calopterygidae. Loài này được Fraser mô tả khoa học đầu tiên năm 1929.